# Gamelii
I Gamelii (in greco: Γαμήλιοι θεοί) erano le divinità protettrici dei matrimonii nell'antica Grecia.

## Storia
Secondo Plutarco, coloro che si sposavano richiedevano la protezione di cinque divinità: Zeus, Hera, Afrodite, Peito e Artemide. Ma è probabile tuttavia che quasi tutti gli dei potessero essere considerati protettori dei matrimonio, sebbene i cinque citati da Plutarco lo fossero più degli altri. Gli ateniesi chiamavano Gamelione il settimo mese del calendario attico a causa di queste divinità.